# Arrest Caquelard c/ Lemoine
Caquelard c/ Lemoine (Req. 13 februari 1834, D. 1834, 1, 218, S. 34, 1, 205) is de roepnaam van een op 13 februari 1834 door de Franse Cour de cassation (chambre des requêtes) gewezen standaardarrest (grand arrêt), waarin het Hof vaststelde dat het Franse rechtssysteem een open stelsel van zakelijke rechten kent. Het arrest is van belang voor de Franse jurisdictie en heeft geen directe invloed in België of Nederland, waar een gesloten stelsel van zakelijke rechten bestaat.

## Feiten en procesverloop
Caquelard en Lemoine zijn met elkaar in conflict over de kwalificatie van de rechten die zij kunnen doen gelden op een stuk grasberm met vruchtbomen. De feitenrechters hebben vastgesteld dat zij mede-eigenaar zijn van de berm. Echter, waar normaliter bij mede-eigendom iedere mede-eigenaar een onverdeeld aandeel in het geheel krijgt, hebben de feitenrechters — zowel in eerste aanleg als in hoger beroep — beslist dat Caquelard recht heeft op het genot van het gras, en Lemoine op het genot van de bomen en de vruchten daarvan. Caquelard heeft hiertegen beroep in cassatie ingesteld bij de Cour de cassation.

## Beoordeling door het Hof
In cassatie stelt Caquelard dat de feitenrechters de artikelen 544, 546 en 552(1) van de Code civil hebben geschonden door ten faveure van Lemoine een "servitude discontinue" (onderbroken erfdienstbaarheid) te vestigen, terwijl daarvoor op grond van de Code civil geen titel bestaat. Caquelard stelt dat de artikelen 544, 546 en 552 c. civ. voor hem een absoluut recht op de helft van de opbrengsten van het terrein vestigen, en niet een beperkt recht op het (door hem dérisoir, bespottelijk, genoemde) genot van het gras. "Le copropriétaire a totum in toto, totum in qualibet parte", aldus Caquelard.
Het Hof overweegt:
Attendu, en droit, que les art. 544, 546 et 552, c. civ. son déclaratifs du droit commun relativement à la nature et aux effets de la propriété, mais ne sont pas prohibitifs;

Que ni ces articles, ni aucune autre loi, n'excluent les diverses modifications et décompositions dont le droit ordinaire de propriété est susceptible;
Het Hof is aldus van oordeel dat de bodemrechters het recht niet geschonden hebben door de berm en de bomen op deze wijze te verdelen, nu de Code civil op dit punt slechts verklarend is wat betreft aard en gevolgen van de eigendom, en niet de verschillende wijzigingen en afscheidingen waarvoor het eigendomsrecht vatbaar is uitsluit. De in artikel 544 c. civ. neergelegde vrije beschikkingsmacht van de eigenaar impliceert dus tevens dat hij zijn eigendomsrecht naar eigen goeddunken kan beperken. Het Hof verwerpt het cassatieberoep.

## Relevantie
Anders dan bijvoorbeeld het Nederlandse recht kent het Franse rechtssysteem volgens dit arrest in beginsel een open stelsel van zakelijke rechten, wat betekent dat personen zelf zakelijke rechten in het leven kunnen roepen die de wet niet noemt. Zwalve merkt hierbij wel op dat een aantal gezaghebbende juristen vasthoudt aan een stelsel waarin zakelijke rechten limitatief zijn opgesomd, mede omdat de conclusie van dit arrest niet heeft geleid tot een aanmerkelijke toename van het aantal absolute vermogensrechten. Hij merkt tevens op dat zakelijke rechten, juist vanwege hun absolute werking, slechts met inachtneming van bepaalde vormvoorschriften kunnen worden gevestigd, opdat derden daarvan kennis kunnen nemen, welke vormvoorschriften (zoals het inschrijven van de vestiging in een openbaar register) noodzakelijkerwijs bij wet moeten worden geregeld.